# Obelisco de São Paulo

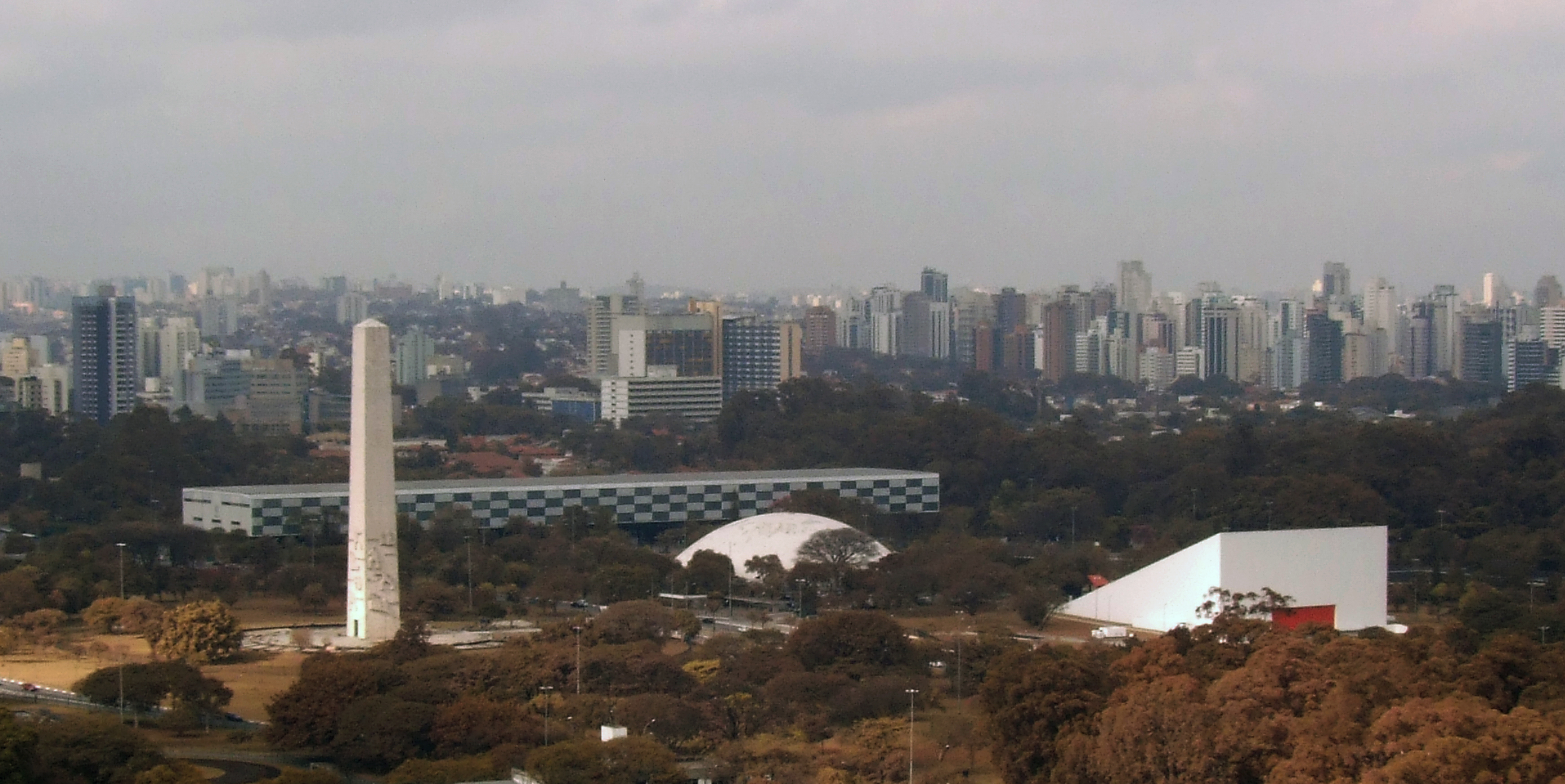
El obelisco de São Paulo, en el Parque do Ibirapuera.

El obelisco de São Paulo u obelisco del Ibirapuera (en portugués: Obelisco de São Paulo, Obelisco do Ibirapuera) es un monumento funerario brasileño localizado en el parque do Ibirapuera, en la ciudad de São Paulo. Símbolo de la Revolución Constitucionalista de 1932, el obelisco es el monumento más grande de la ciudad y tiene 72 metros de altura. 
Su construcción comenzó en 1947 y fue concluida en 1970, aunque fue inaugurado antes, en 1955. Protegido por los consejos estatales y municipales de preservación del patrimonio histórico, el mausoleo del Obelisco guarda los cuerpos de estudiantes como Martins, Miragaia, Dráusio y Camargo (el M.M.D.C.) —muertos durante la Revolución de 1932—, y de otros 713 excombatientes. Para homenajearlos y preservar la memoria de la rebelión, hay escenas bíblicas y pasajes de la historia paulista hechas en mosaico veneciano. 
El obelisco es un proyecto del escultor ítalo-brasileño Galileo Ugo Emendabili, que llegó a Brasil en 1923, a los 34 años, huyendo del régimen fascista que gobernaba su país natal. El obelisco, hecho en puro mármol travertino, fue inaugurado el 9 de julio de 1955, un año después de la inauguración del parque do Ibirapuera. Revolución Constitucionalista, Revolución de 1932 y Guerra Paulista fueron los nombres dados al movimiento armado ocurrido en Brasil entre julio y octubre de 1932.

## Inscripciones
El obelisco tiene inscripciones acompañadas de íconos en sus cuatro caras. Comenzando por la cara norte, siguiendo por la cara oeste, sur, y finalmente este; el poema escrito es texto de Guilherme de Almeida, hecho como homenaje a los revolucionarios de 1932. El texto del poema es el siguiente:

Aos épicos de Julho de 32, que,

fieis cumpridores da sagrada promessa

feita a seus maiores - os que

houveram as terras e as gentes por

sua força e fé - na lei puseram sua

força e em São Paulo sua Fé.

(en español:A los épicos del 32 de julio, que, fieles cumplidores de la sagrada promesa hecha a sus mayores - los que movieron tierras y pueblos con su fuerza y fe - en la ley pusieron su fuerza y en São Paulo su fe.)

En la base del monumento, junto a la entrada a la capilla y a la cripta, hacia el Parque Ibirapuera, hay otra inscripción de autoría del periodista pinhalense Dr. Antônio Benedicto Machado Florence, aunque también se le atribuye a Guilherme de Almeida:

"Viveram pouco para morrer bem
morreram jovens para viver sempre."
(en español:Vivieron poco para morir bien, murieron jóvenes para vivir siempre)

## Simbología
La suma de las cifras de la obra es igual a nueve, y son nueve los escalones en la entrada. La simbología del monumento también está presente en el diseño del césped alrededor del Obelisco, que posee un área de 1932 metros cuadrados y forma un corazón donde está apoyada la espada (símbolo del obelisco) que consagró la victoria política, a pesar de la derrota militar de los paulistas. Al final, al ver su gobierno en riesgo, el presidente Getúlio Vargas dio inicio al proceso de reconstitucionalización del país, que culminó con la promulgación, en 1934, de una nueva constitución nacional.